# Dża’ara
Dża’ara – wieś w Syrii, w muhafazie Aleppo. W 2004 roku liczyła 1638 mieszkańców.